# シアリン
シアリンは、栃木県にある株式会社武蔵工務店のシアラホームのイメージキャラクター。ゆるキャラグランプリ2015に初参戦。

## 概要
愛らしピンクの色をしたコアラ型のゆるキャラである。いつも笑顔で上機嫌であるのが特徴。実際に会うとイメージより大きい。子供に人気がある。栃木県小山市周辺で行われる株式会社武蔵工務店のシアラホーム分譲住宅のイベントに出没する。栃木県や茨城県内で行われる地域イベントにも出没する。

## プロフィール
- 名前 - シアリン
- 住んでる場所 - シアラホームの家
- 性別 - おとこのこ
- 誕生日 -  8/8
- 性格 - 明るくて人懐っこい。
- 趣味 - お散歩・ＳＮＳ・おうちでゆっくりすること
- 長所 - いつも笑顔で上機嫌
- 短所 -  すぐに眠くなっちゃう・さみしがり屋
- 好きなこと - 握手・写真を撮られること
- 好きな食べ物 - いちご・お菓子
- チャームポイント - おおきな耳とおおきな鼻
- 夢 - たくさんのお友達をつくること
- 出没地 - 栃木県小山市周辺

## 略歴
ある日シアラホームの家に迷い込んできて、そのまま住みついてしまったコアラの姿をした妖精である。
シアラホームの家がお気に入りのようでお家でゆっくりすることが大好きである。
いつも笑顔で元気いっぱいではあるが、まだ子供なのですぐに眠くなってしまうようである。
今はひとりでシアラホームの家に住んでいる。
寂しがり屋で、人間の友達がたくさんほしいようである。
黄色の洋服がお気に入りである。

## 歴史

### 2014年
- 株式会社武蔵工務店のシアラホームのイメージキャラクターとして誕生。

### 2015年
- ゆるキャラグランプリ2015に初参戦する。